# Julow Viktor
Julow Viktor (Debrecen, 1919. augusztus 21. – Debrecen, 1982. január 15.) magyar irodalomtörténész, műfordító, pedagógus, egyetemi tanár. Az irodalomtudományok kandidátusa (1968), az irodalomtudományok doktora (1978).

## Életpályája
Dr. Julow Viktor iparkamarai segédtitkár és Oláh Mária gyermekeként született. Középiskolai tanulmányait Debrecenben végezte el. 1938-1943 között a fővárosban tanult, az Eötvös József Collegium tagjaként magyar-angol szakon. 1943-1948 között katona volt, és hadifogságba esett. 1948-ban hazatért Debrecenbe. A debreceni Fazekas Mihály Gimnáziumban, majd 1952-től a Kossuth Lajos Tudományegyetem világirodalmi tanszékén tanított. 1956-ban részt vett a forradalomban, amiért börtönbe került, állásából eltávolították. 1958-tól a Déri Múzeum tudományos főmunkatársaként dolgozott. 1965-től ismét egyetemi oktató, 1978-tól tanszékvezető egyetemi tanár volt.

## Munkássága
Jelentős feltáró munkát végzett a XVIII.-XIX. század fordulójának magyar irodalma körében; kiadta Gvadányi József Falusi nótáriusát, megindította Csokonai Vitéz Mihály műveinek kritikai kiadását, sajtó alá rendezte Fazekas Mihály műveit. Eszme- és stílustörténeti kutatásai a felvilágosodás irodalmának körében hézagpótló jelentőségűek.

## Művei
- Magyar irodalmi olvasókönyv a középiskolák I. osztály számára (1954, 1967) (Kosaras Istvánnal és Margócsy Józseffel)
- Fazekas Mihály (monográfia, 1955, 1982)
- Fazekas Mihály összes művei I-II. (sajtó alá rendezte Kéry Lászlóval, 1955)
- Balassi katonaénekének kompozíciója (1973)
- Árkádia körül (tanulmányok, 1975)
- Csokonai Vitéz Mihály (monográfia, 1975)
- Csokonai Vitéz Mihály Színművek 1. 1793-1794; Színművek 2. 1795-1799 (1978)
- Csokonai Vitéz Mihály Költemények 2. 1791-1793-ig (1988)
- Csokonai debrecenisége (1981)

## Műfordításai
- Henry Fielding: Tom Jones (regény, 1950)
- Henry Fielding: A néhai nagy Johathan Wild úr élettörténete (regény, 1954)
- Tobias Smollett: Roderick Random (regény, 1960)
- Francis Bacon: Esszék avagy Tanácsok az okos és erkölcsös életre (esszé, 1968)

## Díjai
- Debrecen Város Csokonai-díja (1975)[2]
- Debrecen Kultúrájáért (2016) posztumusz[3]